# Alongamento de vórtice

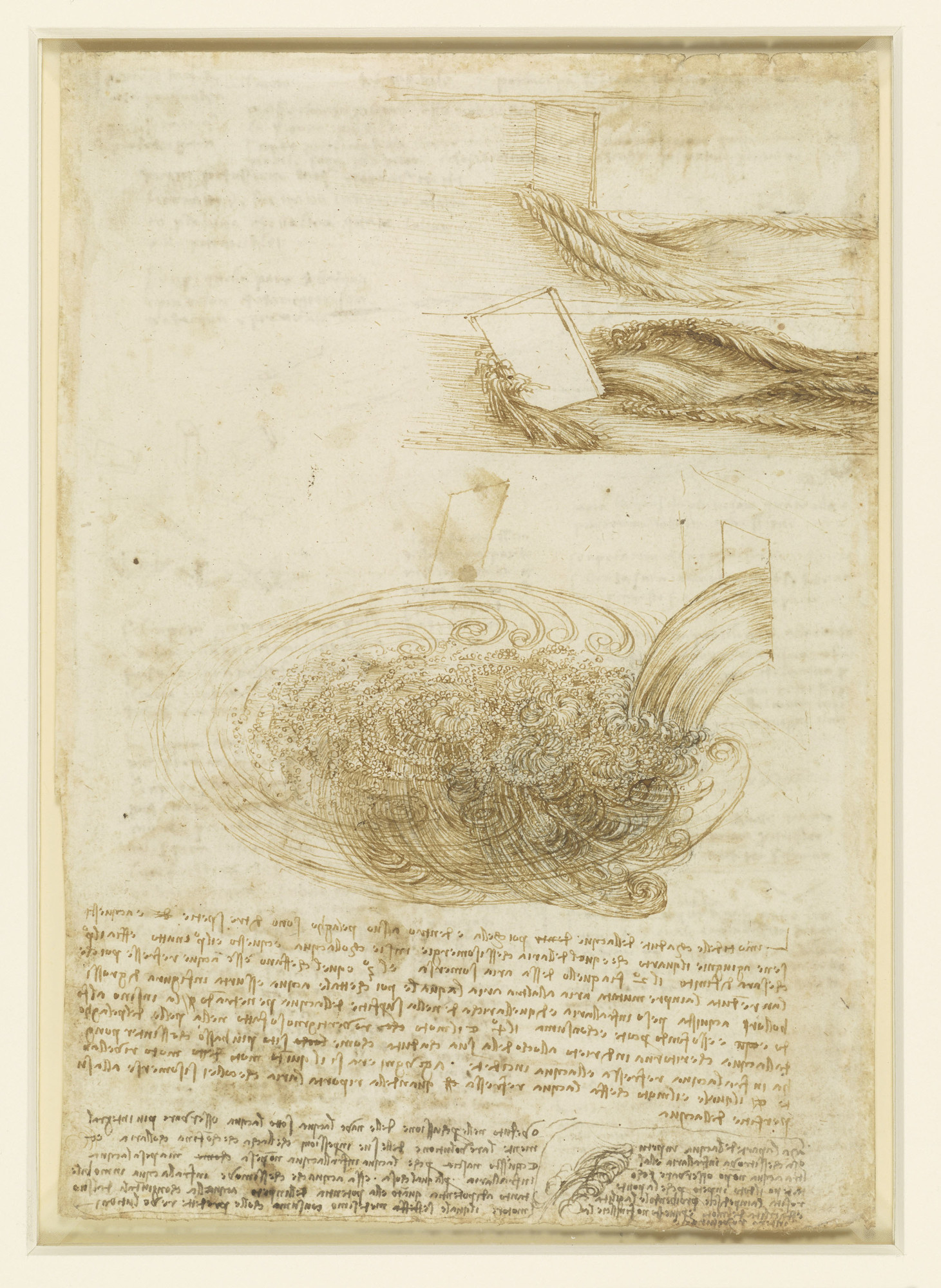
Estudos de vórtices em movimento turbulento de fluidos por Leonardo da Vinci.

Em dinâmica de fluidos, alongamento de vórtice é o alongamento de vórtices no fluxo de fluido tridimensional, associado a um aumento correspondente do componente de vorticidade na direção do alongamento — devido a conservação do momento angular.
O alongamento de vórtice está associado a um termo específico no equação de vorticidade.  Por exemplo, o transporte de vorticidade em um fluxo invíscido incompressível é governado por
{\displaystyle {D{\vec {\omega }} \over Dt}=\left({\vec {\omega }}\cdot {\vec {\nabla }}\right){\vec {v}},}
onde D/Dt é a derivada material.  O termo fonte no lado direito é o termo de alongamento do vórtice.  Amplifica a vorticidade {\displaystyle {\vec {\omega }}} quando a velocidade diverge na direção paralela a {\displaystyle {\vec {\omega }}}.
Um exemplo simples de alongamento de vórtice em um fluxo viscoso é fornecido pelo vórtice de Burgers.
O alongamento do vórtice está no centro da descrição da cascata de energia da turbulência das grandes escalas às pequenas escalas em turbulências. Em geral, em turbulência elementos de fluido são mais alongados do que comprimidos, em média. No final, isso resulta em mais alongamento do vórtice do que compressão do vórtice. Para fluxo incompressível — devido à conservação do volume dos elementos fluidos — o alongamento implica adelgaçamento dos elementos fluidos nas direções perpendiculares à direção de alongamento. Isto reduz a escala de comprimento radial da vorticidade associada. Finalmente, nas pequenas escalas da ordem das microescalas de Kolmogorov, a energia cinética da turbulência é dissipada em calor através da ação da viscosidade molecular.